# Caryodaphnopsis
Caryodaphnopsis es un género botánico  de plantas con flores perteneciente a la familia Lauraceae. Es originario de Sudamérica. El género fue descrito por Herbert Kenneth Airy Shaw y publicado en Bulletin of Miscellaneous Information Kew  1940(2): 75 en el año 1940. La especie tipo es Caryodaphnopsis tonkinensis (Lecomte) Airy Shaw.

## Especies
- Caryodaphnopsis baviensis  	(Lecomte) Airy Shaw
- Caryodaphnopsis bilocellata van der Werff & Dao
- Caryodaphnopsis burgeri N.Zamora & Poveda
- Caryodaphnopsis cogolloi 	van der Werff
- Caryodaphnopsis fieldii Aymard & G.A.Romero
- Caryodaphnopsis fosteri 	van der Werff
- Caryodaphnopsis henryi 	Airy Shaw
- Caryodaphnopsis inaequalis 	(A.C.Sm.) van der Werff & H.G.Richt.
- Caryodaphnopsis laotica 	Airy Shaw
- Caryodaphnopsis latifolia W.T.Wang
- Caryodaphnopsis metallica Kosterm.
- Caryodaphnopsis poilanei 	Kosterm.
- Caryodaphnopsis theobromifolia (A.H.Gentry) van der Werff & H.G. Richt.
- Caryodaphnopsis tomentosa 	van der Werff
- Caryodaphnopsis tonkinensis 	(Lecomte) Airy Shaw